# Wahiawa
Wahiawa is een plaats (census-designated place) in de Amerikaanse staat Hawaï, en valt bestuurlijk gezien onder Honolulu County. In Wahiawa is de Wahiawa Botanical Garden te vinden.

## Demografie
Bij de volkstelling in 2000 werd het aantal inwoners vastgesteld op 16.151.

## Geografie
Volgens het United States Census Bureau beslaat de plaats een oppervlakte van
6,2 km², waarvan 5,5 km² land en 0,7 km² water.

## Plaatsen in de nabije omgeving
De onderstaande figuur toont nabijgelegen plaatsen in een straal van 12 km rond Wahiawa.